# Pyrausta pata
Pyrausta pata là một loài bướm đêm trong họ Crambidae.